# Горный трогон
Горный трогон (лат. Trogon mexicanus) — вид птиц семейства трогоновые. Впервые описан Уильямом Джоном Свенсоном в 1827 году. Обитает в Гватемале, Гондурасе и Мексике и встречается в Сальвадоре как бродяга. У горного трогона выражен половой диморфизм. У самца металлическо-зеленый цвет на макушке, затылке, верхней части тела и груди, последняя отделена от ярко-красного живота и анального отверстия узкой белой полосой. У самки голова, верхняя часть туловища и грудь коричневого цвета, они отделены от более светло-коричневой нижней части груди и красного живота узкой белой полосой. Его естественная среда обитания - субтропические и тропические влажные горные леса. Предпочитает сосновые и сосново-дубовые леса на высоте от 914 до 3048 м.

## Классификация и этимология
Когда Уильям Джон Свенсон впервые описал горного трогона в 1827 году по экземпляру, собранному в Темаскальтепеке, Мексика, он дал этому 
виду его нынешнее научное название.  Большинство орнитологов согласились с этим назначением, хотя Шарль Люсьен Бонапарт отнёс его к роду Trogonurus, а несколько других орнитологов позже снова описали его под другими именами.
Выделяют 2 подвида:
- Trogon mexicanus clarus Griscom, 1932
- Trogon mexicanus mexicanus Swainson, 1827

Видовое название mexicanus означает «Мексика», отсылка к месту, где был собран первый экземпляр.

## Описание
Длина горного трогона -  29-31,5 см. Масса от 61,5 до 85 г, со средним значением 71 г. Горный трогон имеет половой диморфизм.
У взрослого самца макушка, затылок и верхняя часть тела зелёные; наружная сторона хвоста голубовато-зелёная. Лицо и горло черноватые, с оранжево-красным кольцом вокруг глаз и ярко-жёлтым клювом. Грудь зелёная, брюхо и подхвостье - красные; два цвета разделены узкой белой полосой. Маховые перья перья черноватые. 
У самки голова и верхняя часть туловища коричневые; хвост сверху рыжевато-коричневый. Клюв тёмный сверху. Грудь коричневого цвета, отделена от красного живота узкой белой полосой. Подхвостье чёрно-белое. 
Есть несколько видов, с которыми можно спутать горного трогона; они различаются в первую очередь по цвету и рисунку на хвосте. Хвост самца медного трогона медного цвета верху (а не зелёного, как у горного трогона) и чёрно-белого (а не полностью чёрного, как у горного трогона) снизу. Хвост самки ошейникого трогона снизу сероватый.

## Ареал и среда обитания
Горный трогон встречается в высокогорьях Мексики, Гватемалы и Гондураса.  Хотя ранее он был зарегистрирован как житель Сальвадора, район, где он был обнаружен, был передан Гондурасу в 1992 году, и теперь он встречается в Сальвадоре только как залётный. Он также встречается в Никарагуа. Орнитологическая коллекция Колледжа Вассар содержит горного трогона, который якобы был застрелен в Техасе.
Горный трогон встречается на высоте от 800 до 3500 м.

## Рацион
Горный трогон питается насекомыми, которых ловит или срывает на лету, а также мелкими фруктами.

## Размножение
Горный трогон выкапывает свои собственные полости для гнёзд либо использует те полости, которые уже вырыты другим видом. Когда он строит собственное гнездо, он использует свой клюв, чтобы прогрызть дыру в гниющей древесине, либо в гниющем пне, либо в ветке. Полость обычно находится на высоте менее 1,2 м над землёй, но иногда достигает высоты 3,7 м.  Самка откладывает два белых яйца, которые насиживают оба родителя, хотя самка насиживает гораздо больше времени, чем самец. Птенцы вылупляются через 19 дней.